# 大畠章宏
大畠 章宏（おおはた あきひろ、1947年〈昭和22年〉10月5日 ‐ ）は、日本の政治家。国民民主党茨城県連顧問、同党顧問。学位は工学修士（武蔵工業大学・1974年）。
衆議院議員（9期）、茨城県議会議員（1期）、経済産業大臣（第13代）、国土交通大臣（第15代）、民主党幹事長（第14代）、民主党代表代行、民進党副代表を歴任した。

## 来歴

### 政治家になるまで
茨城県東茨城郡常北町（のちの城里町）出身。茨城高等学校、武蔵工業大学（現・東京都市大学）工学部機械工学科卒業。
1974年、武蔵工業大学大学院工学研究科修士課程修了。その後、日立製作所に入社。原子力発電所プラントの設計及び建設業務に従事した。
1978年より2年間、労働組合専従役員として活動。

### 政治家へ
1986年に茨城県議会議員当選。代議士・城地豊司の死去に伴い、日立労組後継候補として1990年の第39回衆議院議員総選挙で当時の日本社会党から初当選。
1995年には村山内閣で通商産業政務次官を務めた。1996年に旧民主党に移籍し、1998年の民主党結党にも参加した。
1999年、7月、衆院本会議で国旗及び国歌に関する法律に反対票を投じた。民主党の高度情報化社会プロジェクトチーム座長を務める。
2000年12月、在日本朝鮮人総連合会の招請による民主党の訪朝団に選ばれ、北朝鮮を訪問。
2000年12月6日、民主党のネクスト情報通信大臣に就任。
2002年12月17日、民主党のネクスト内閣府大臣に就任。
2003年7月6日、民主党の次の内閣の閣議で、「新しい国立追悼施設のあり方について」の提起を行う。
2005年8月4日、「『小泉政権の郵政民営化法案』廃案を目指す国民集会」に参加し、集会の締めとなる音頭を取った。同年9月11日の第44回衆議院議員総選挙で民主党は議席を「177」から「113」に減らし、9月12日、党代表の岡田克也は引責辞任を表明。岡田の辞任に伴う代表選挙（9月17日実施）では菅直人の推薦人に名を連ねた。
2007年9月5日、民主党のネクスト金融担当大臣に就任。
2009年、衆議院国家基本政策委員長に就任。
2009年9月、鳩山由紀夫の内閣総理大臣就任に伴い鳩山グループ会長に就任した。

### 初入閣後

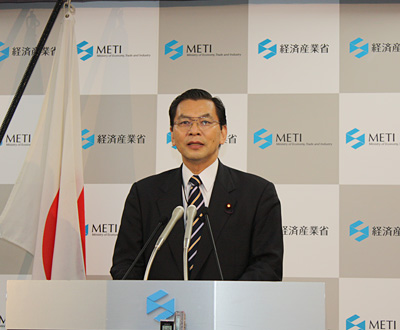
2010年9月17日、経済産業大臣就任時の会見

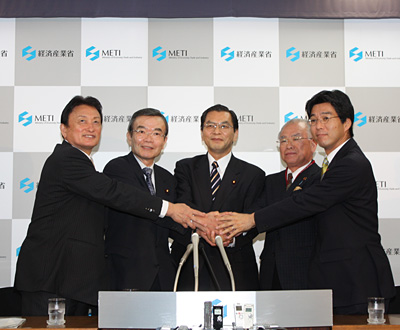
2010年9月21日、記者会見にて
左から中山義活経済産業大臣政務官、池田元久経済産業副大臣、大畠章宏経済産業大臣、松下忠洋経済産業副大臣、田嶋要経済産業大臣政務官

2010年9月、菅直人第1次改造内閣において経済産業大臣として初入閣。入閣に伴い、民主党茨城県総支部連合会会長を退任。
2010年9月29日、現役閣僚の経済産業大臣として出席中国建国61周年を祝うレセプションに出席が判明した。
2010年11月16日、中国のレアアース禁輸処置に世界が揺れる中「中国とレアアース（希土類）の代替材料やリサイクル技術を共同研究したい」との意向を示した。
2011年1月に行われた菅直人第2次改造内閣の組閣では、TPP（環太平洋戦略的経済連携協定）参加に積極的な海江田万里の経産相就任に伴い国土交通大臣へ補職変更となった。それに加えて、国務大臣としての担当事項として「海洋に関する施策を集中的かつ総合的に推進するため企画立案及び行政各部の所管する事務の調整」も新たに担当することになった。
同年6月2日の菅内閣不信任決議に一旦は賛成を表明した鳩山と対立し、鳩山グループ会長を辞任する意向を示した。6月30日、鳩山の会長復帰に伴い顧問に退く。菅総理の退陣に伴う8月の民主党代表選では、農林水産大臣の鹿野道彦を「尊敬する政治家」と評価し推薦人となるが、鹿野は1回目の投票で4位に終わる。
大畠は代表選後に鳩山グループを脱退。素交会（鹿野グループ）の旗揚げに参加し、会長代行に就任する。2011年9月、野田内閣発足に伴い国土交通大臣を退任した。10月21日、衆議院憲法審査会会長に就任。
2012年12月、民主党代表代行に就任。また、素交会（大畠グループ）会長に就任。
2013年7月、代表・海江田万里の下で民主党幹事長に就任。
2014年4月、日本記者クラブで記者会見し、今夏に民主党代表選挙を実施することもあり得るとの認識を示した。会見後、「進退は代表が判断すべき事項で、私が特定の時期を指定したり、否定したりすべきではない。一般論として応答した」と釈明するコメントを出した。
2014年9月、民主党幹事長を退任。
2015年11月、フランスレジオン・ドヌール勲章オフィシエを受章。
2015年12月、民主党副代表に就任。
2016年2月、今期限りでの政界引退を表明した。3月、自身の公設秘書で日立労組役員の浅野哲を後継指名した。
2017年4月、民進党茨城県連会長に就任。
2017年10月の第48回衆議院議員総選挙に出馬せず政界を引退。後継候補の浅野は茨城5区から希望の党公認で出馬し、小選挙区で敗れたものの比例区で復活当選を果たした。
2018年春の叙勲で旭日大綬章を受章。
2022年10月、国民民主党顧問に就任。予てより同党茨城県連顧問も務めている。

## 政策・主張
- 憲法改正に賛成[36]。

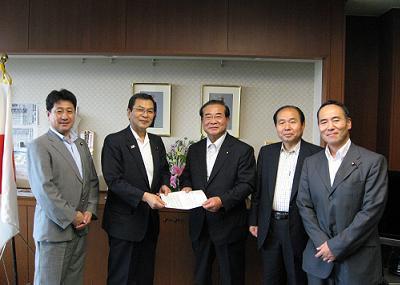
2011年6月29日、左から田城郁、大畠、山岡賢次、福田昭夫、石森久嗣

- 原子力規制委員会の新基準を満たした原発は再開すべきとしている[36]。
- 選択的夫婦別姓制度の導入について「どちらとも言えない」としている[37]。なお、第140回国会において、同制度を求める請願を提出している[38]。

## 人物
- 学生時代は剣道に打ち込んだ。趣味はジョギング[39]。
- 妻は保育学などを専門とする茨城キリスト教大の教授[39]。
- 日中国会議員書画展へ書画を提供している[40]。
- これまで国会質疑を精力的に行ってきた。2011年の国会における質疑は96回に及ぶ[要出典]。
- 自身が国土交通大臣を務めていた当時、道路整備の陳情で佐竹敬久（秋田県知事）の訪問を受けた際に、「うち（大畠家）は（常陸国を領国としていた当時の）佐竹家の家臣でした」と佐竹に語っている[41]。

## 選挙歴
| 当落                         | 選挙                   | 施行年月   | 選挙区    | 政党       | 得票数  | 比例代表           |
| ---------------------------- | ---------------------- | ---------- | --------- | ---------- | ------- | ------------------ |
| 当                           | 茨城県議会議員選挙     | 1986年     |           | 日本社会党 |         |                    |
| 当                           | 第39回衆議院議員総選挙 | 1990年2月  | 旧茨城2区 | 日本社会党 | 122,237 |                    |
| 当                           | 第40回衆議院議員総選挙 | 1993年7月  | 旧茨城2区 | 日本社会党 | 81,537  |                    |
| 当（比例）                   | 第41回衆議院議員総選挙 | 1996年10月 | 茨城5区   | 民主党     | 53,497  | 比例北関東ブロック |
| 当                           | 第42回衆議院議員総選挙 | 2000年6月  | 茨城5区   | 民主党     | 65,995  |                    |
| 当                           | 第43回衆議院議員総選挙 | 2003年11月 | 茨城5区   | 民主党     | 74,407  |                    |
| 当                           | 第44回衆議院議員総選挙 | 2005年9月  | 茨城5区   | 民主党     | 74,753  |                    |
| 当                           | 第45回衆議院議員総選挙 | 2009年8月  | 茨城5区   | 民主党     | 91,855  |                    |
| 当                           | 第46回衆議院議員総選挙 | 2012年12月 | 茨城5区   | 民主党     | 61,142  |                    |
| 当                           | 第47回衆議院議員総選挙 | 2014年12月 | 茨城5区   | 民主党     | 60,688  |                    |
| 当選回数10回 （衆議院議員9） |                        |            |           |            |         |                    |

## 所属団体・議員連盟
- 人権政策推進議員連盟（副会長）
- 海事振興連盟（副会長）
- 日本・ロシア協会（副会長）
- 日韓議員連盟（常任幹事）
- 恒久平和のために真相究明法の成立を目指す議員連盟
- 日朝友好議員連盟
- 日本アイスランド友好議員連盟
- 衆議院日仏友好議員連盟（幹事長）[23]
- 民進党建設職人の安全・地位向上推進議員連盟（最高顧問）